# Radsted Sogn
Radsted Sogn 
ist eine ehemalige Kirchspielsgemeinde (dän.: Sogn)
auf der Insel Lolland im südlichen Dänemark.
Bis 1970 gehörte sie zur Harde Musse Herred im damaligen Maribo Amt, danach zur Sakskøbing Kommune im Storstrøms Amt, die im Zuge der  Kommunalreform zum 1. Januar 2007 in der Guldborgsund Kommune in der Region Sjælland aufgegangen ist.
Am 1. Dezember 2024 wurde Radsted Sogn und Tårs Sogn zum Radsted-Tårs Sogn vereinigt.

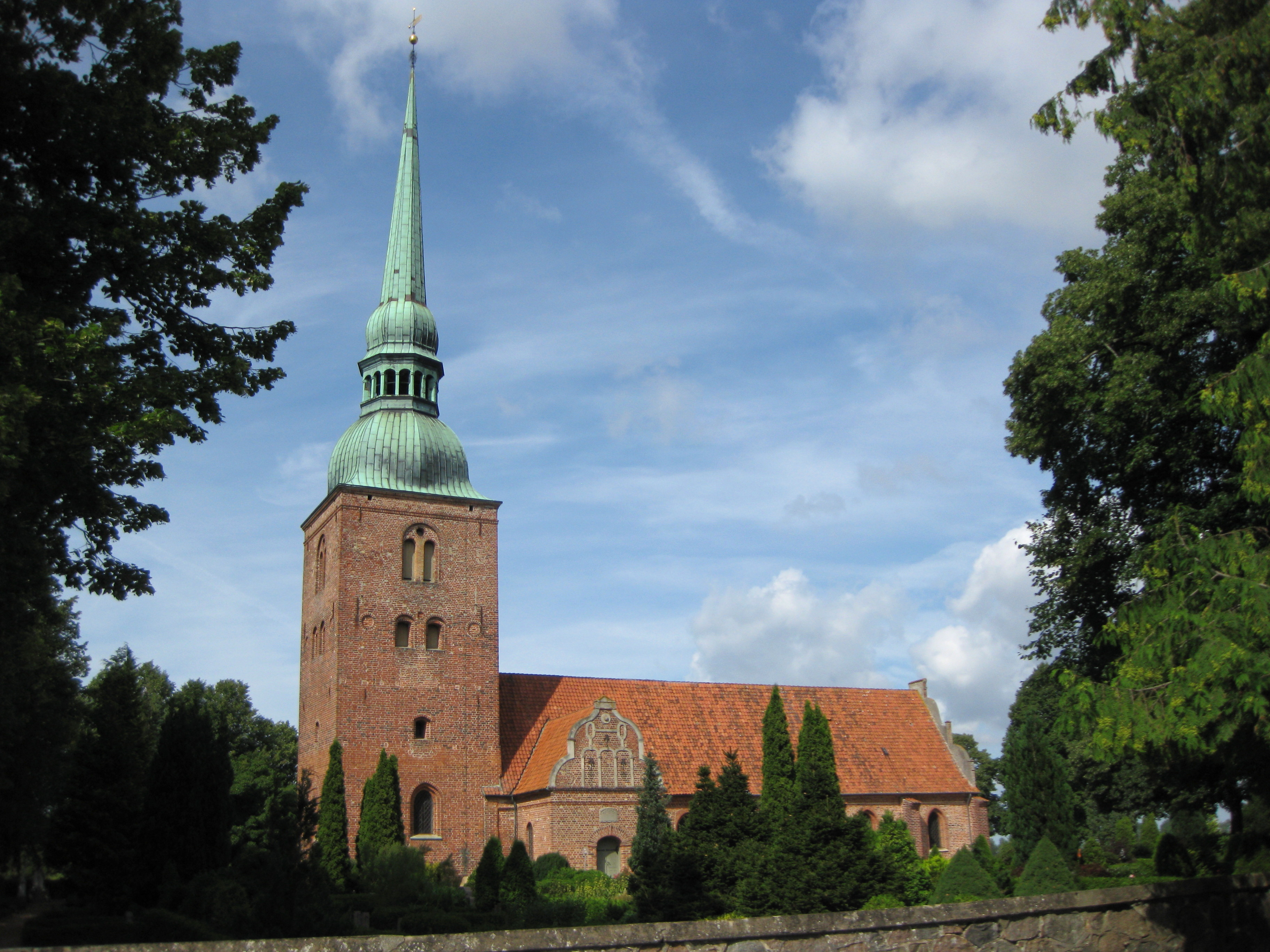
Radsted Kirke

Im Kirchspiel lebten am 1. Oktober 2024 723 Einwohner; im Kirchdorf leben weniger als 200 Einwohner (Stand: 1. Januar 2025).
Im Kirchspiel liegt die Kirche „Radsted Kirke“.
Nachbargemeinden sind im Nordosten Majbølle Sogn, im Südosten Toreby Sogn, im Südwesten Fjelde Sogn und Slemminge Sogn und im Nordwesten Sakskøbing Sogn.

## Persönlichkeiten
- Oscar Peter Cornelius Kock (1860–1937), Kaufmann und Inspektor von Grönland